# 皮皮鲁
皮皮鲁是中国童话大王郑渊洁笔下最著名的人物，鲁西西的哥哥，现已注册成商标。
- 皮皮鲁是郑渊洁于1980年创作的童话人物。
- 2005年1月起，《皮皮鲁画报》出版，由郑渊洁之子郑亚旗主编。《皮皮鲁》画报是《童话大王》半月刊漫画版，画报每期有《皮皮鲁的故事》和《鲁西西的故事》系列连环画，还有大量郑渊洁童话新作，如今已不再刊载。[1][2][3]
- 《皮皮鲁》杂志现作为《童话大王》杂志的下半月刊销售。